# 軽部神社 (総社市)

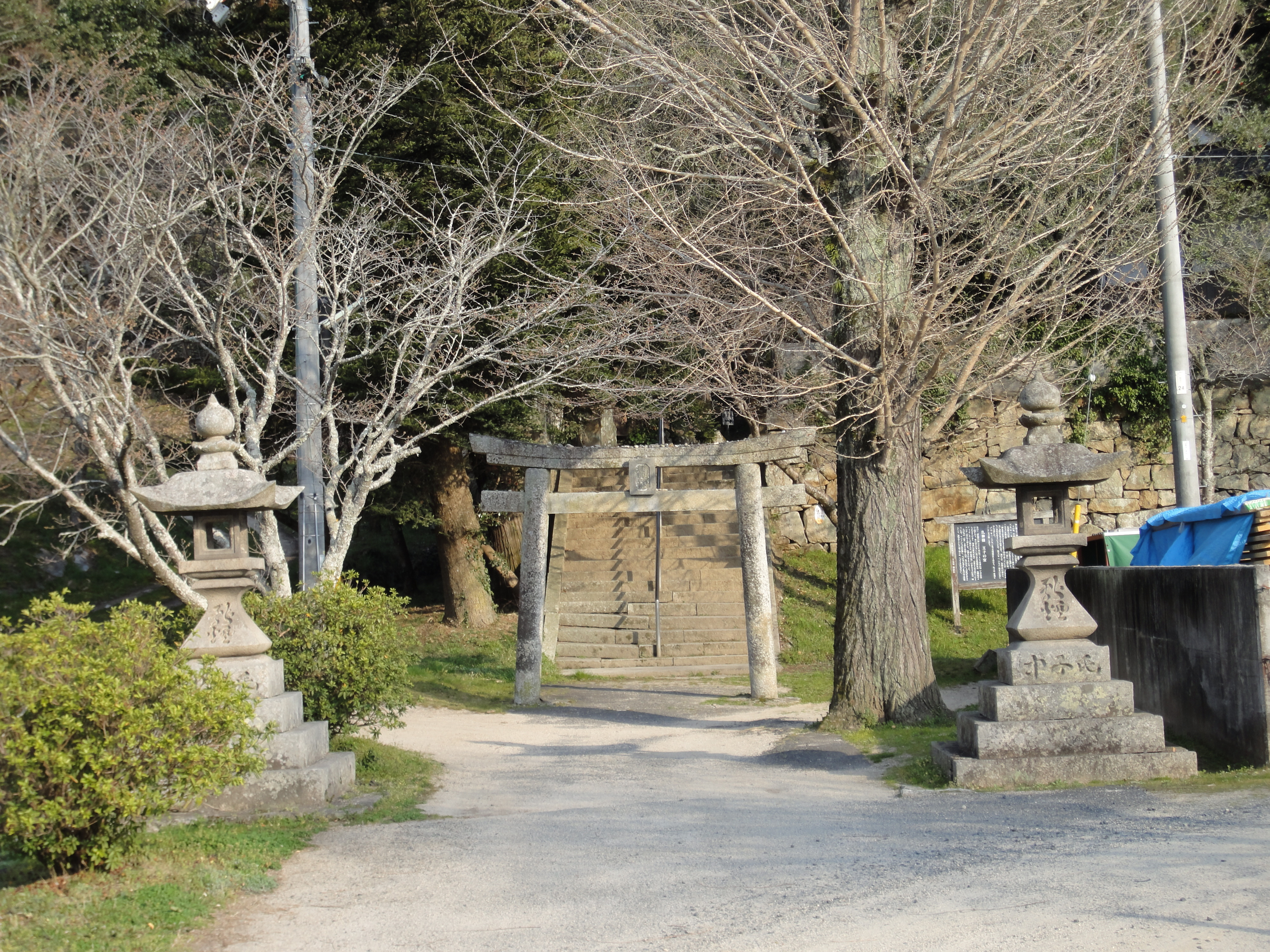
参道

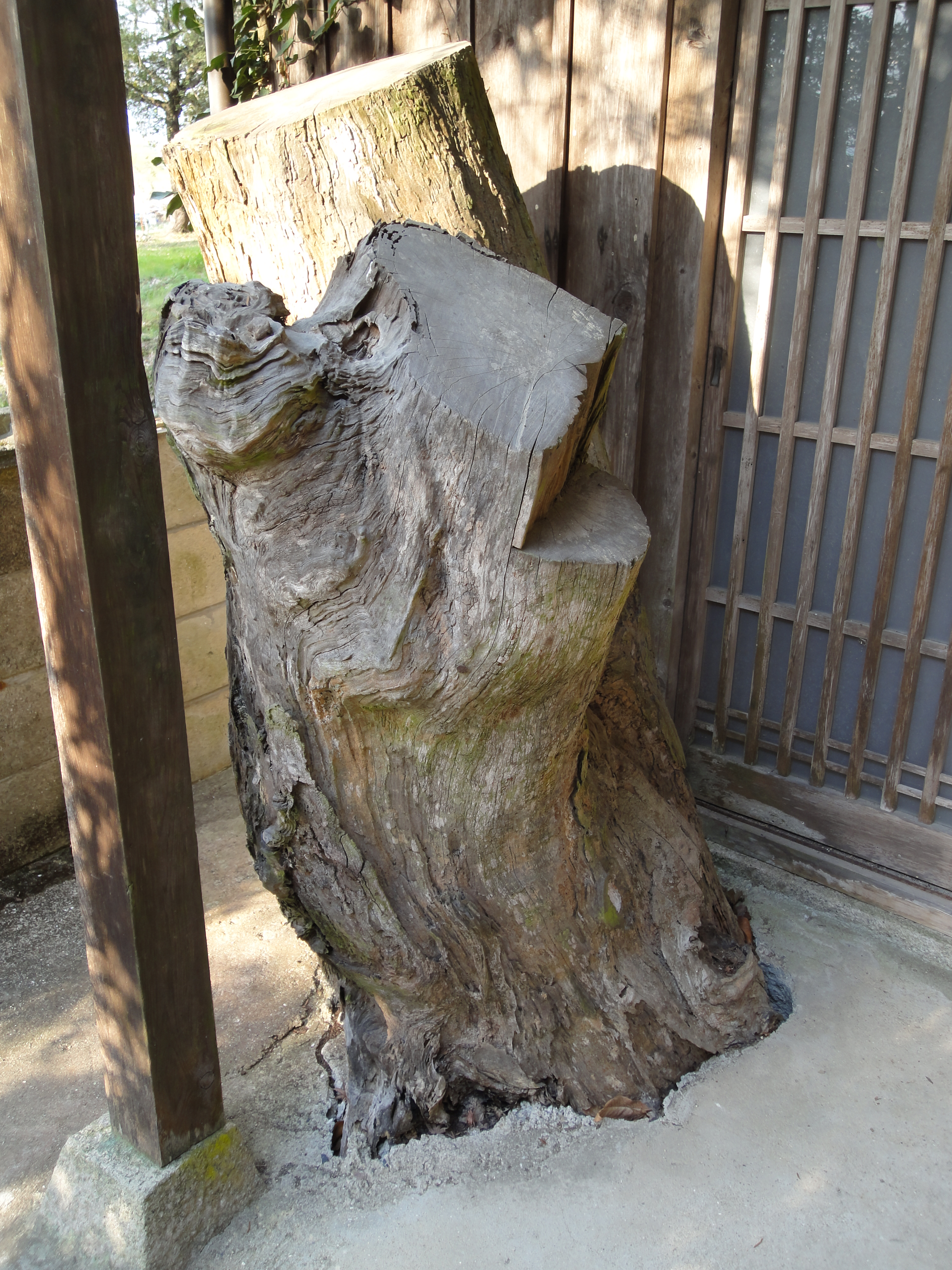
垂乳根の根株

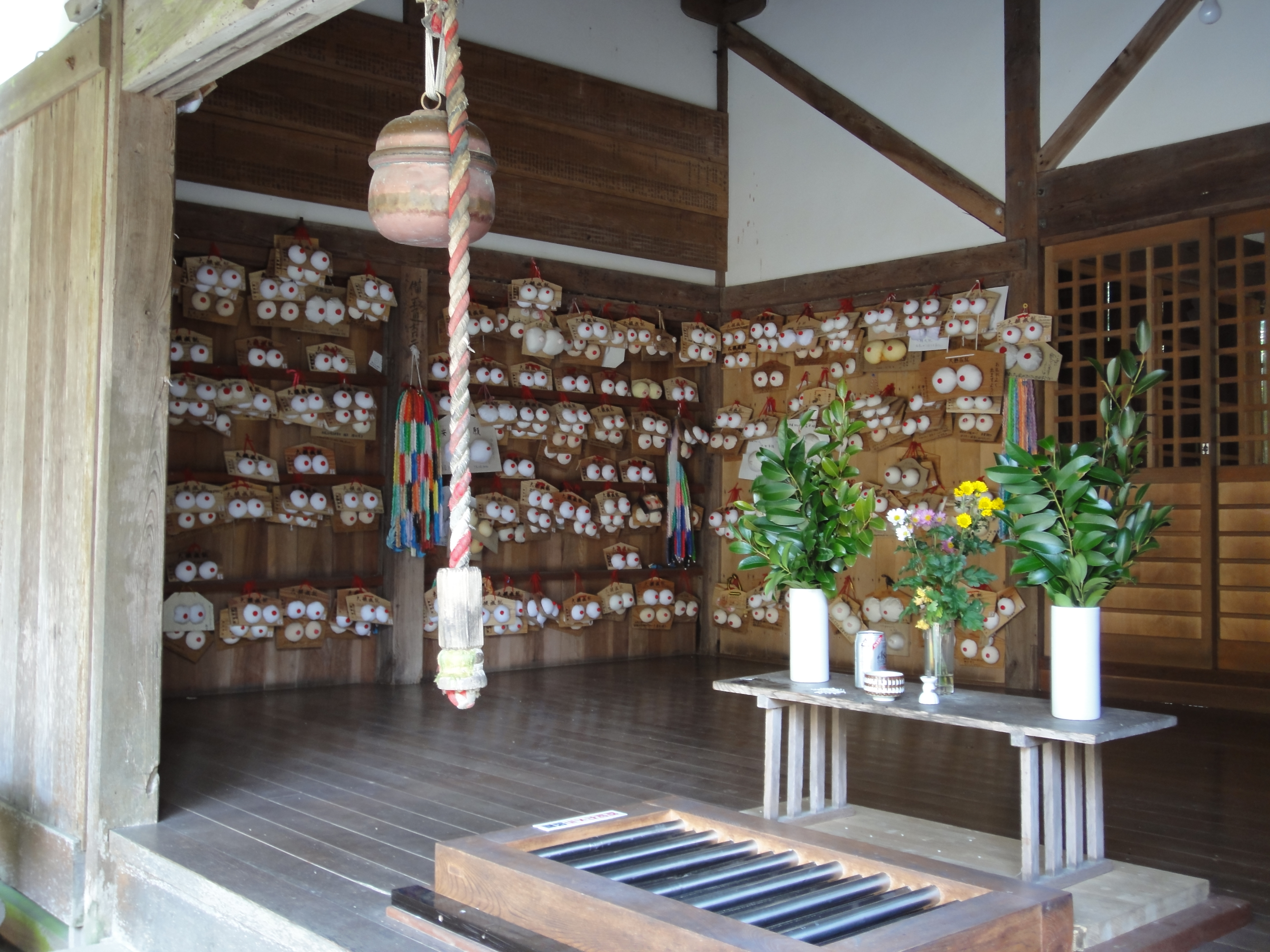
奉納された絵馬（拝殿内）

軽部神社（かるべじんじゃ）は、岡山県総社市にある神社。
氏子らによる別称を「王子の宮」（王子様）といい、また乳房にまつわる「乳神様」（垂乳根の桜）を信仰対象とすることから「おっぱい神社」という愛称もある。岡山県神社庁未加盟。

## 概要
清音地区の軽部山山麓に鎮座。かつて境内に「垂乳根（たらちね）の桜」と呼ばれる枝垂れ桜があり（現在は枯死、後述）、「乳神様」として乳房の病気・安産・育児などの信仰の対象となっていた。そのため当神社には現在でも乳房にまるわる諸祈願のため、女性の乳房を型取った絵馬が奉納されている（この風習がいつごろから始まったかについては定かでない）。なお、奉納されている絵馬には完全に手作りのものもあるが、簡単に作成できるキットを総社吉備路商工会が企画・商品化しており、「吉備路もてなしの館」などで販売されている。
元々地元の氏神様であったためこの風習は地元民くらいしか知らなかった。しかし、かつての清音村が村おこしのため人気テレビ番組『天才・たけしの元気が出るテレビ!!』に応募し、番組の企画として村おこしが行われた。この中で軽部神社の風習が紹介され、全国的に知られることとなった。
ちなみに祭神は国常立命、伊弉諾命、天照大神、事解男命、速玉男命の五神で、乳神が実際に祀られているわけではない。また、御利益も祭神とは無関係である。

### 垂乳根の桜
境内にあった枝垂れ桜で、四方に多きく広がった枝は地面まで達し、風で揺れるたびに境内を掃き清めるほどの大木であったという。花見の季節になると近郷の住民が集まり、多くの見物人で賑わったとされる。樹齢400年頃を迎えた昭和15年（1940年）ごろに枯死したが、根株は建物の軒下に取り込まれ、現在も残っている。
この桜が元になったという、児島虎次郎による「垂乳根の桜」の屏風絵と油絵が大原美術館に収蔵されている。

## 創建と由緒
南北朝時代・建武元年（1334年）、福山城主の大江田氏が紀伊国牟婁郡熊野（熊野三山）より速玉男命、事解男命、伊弉諾尊の三神を勧請して軽部山の峯に社殿を造り、祈願所として創建されたと伝えられる。しかし建武3年（1336年）には、足利直義が福山城・大江田氏を破って社殿も焼失している。
寛正2年（1462年）、深井城主の加藤正倫四代の孫にあたる正長が社殿を同地に再建して三神を祀った（社号：「若一王子権現」）。その後、幸山城主の石川氏により祈願所として祭典が行なわれてきたが、天正3年（1575年）の兵火により社殿を含め全て焼失した。
毛利輝元が当地を領有していた天正4年（1576年）に信徒や氏子らが社殿を再建し、また祭神はかつての三神に天照大神と国常立命の二神を合祀して現在の五神となった（社号：「五社王子権現」）。延宝6年（1678年）、社地を現在の場所（軽部山の山麓）に移転し社殿が改めて建立された。旧社地は通行人や参勤交代の諸公らが通る山頂の山陽道を見下ろす位置にあったため、神の戒めがあるという理由による。
明治2年（1869年）、社号が現在の「軽部神社」に改められた。

## 祭神
- 国常立命
- 伊弉諾命
- 天照大神
- 事解男命
- 速玉男命

## 鎮座地・交通手段
岡山県総社市清音軽部
- JR伯備線清音駅下車、徒歩10分。

## 留意事項
- 農村部に位置するため、夏場の参拝には樹木や植え込みの周辺にマムシがあらわれることがあるので注意。